# باده (مقاطعة تشرام)
باده (بالفارسية: پاده) هي قرية تقع في قسم سرفارياب الريفي (مقاطعة تشرام) في إيران. يقدر عدد سكانها بـ 158 نسمة بحسب إحصاء 2016.